# ブルース半島
ブルース半島（ブルースはんとう、英語: Bruce Peninsula）とは北アメリカ、ヒューロン湖にある半島。半島の東はジョージア湾、北はメーン海峡でその先にはマニトゥーリン島がある。カナダのオンタリオ州に属し、ブルース郡の一部である。主な町はトバモリー、ワイアートン。半島にはブルース半島国立公園とファトム・ファイブ国立海洋公園があるほか、ナイアガラ崖線の一部が通り、1990年に「ナイアガラ崖線生物圏保護区」の中核区域としてユネスコの生物圏保護区に指定された。